# Coryphaenoides longifilis
Coryphaenoides longifilis es una especie de pez de la familia Macrouridae en el orden de los Gadiformes.

## Morfología
• Los machos pueden llegar alcanzar los 110 cm de longitud total y 2.600 g de peso.

## Hábitat
Es un pez de aguas profundas que vive entre 550-3.000 m de profundidad.

## Distribución geográfica
Se encuentra desde el sur del Japón hasta el mar de Bering.